# Коржевский (Славянский район)
Коржевский — хутор в Славянском районе Краснодарского края.
Административный центр Коржевского сельского поселения.

## Социальная сфера
Участки ЖКХ
Водоканал
Теплосети
Газовая служба
Коржевское СельПО
Рынок
Более 10 Магазинов
Отделение Почтовой связи
АТС
Переговорный пункт
Филиал Сбербанка
Врачебная амбулатория
2 Аптеки
Отделение социального обслуживания
Парикмахерская

## География
Коржевский расположен в дельте реки Кубань в 30 км западнее Славянска-на-Кубани.
Хутор стоит на федеральной трассе, ведущей к Порт-Кавказу. Ближайшие города: Славянск-на-Кубани (30 км), Темрюк (25 км), Крымск (50 км), Анапа (50 км). До Краснодара — 100 км.
Коржевский расположен в основании Таманского полуострова между Чёрным и Азовским морями. До Азовского моря 30 км (станица Голубицкая), до Чёрного моря 45 км (посёлок Витязево).

## История
Основан хутор Коржевский войсковым сотником Онуфрием Коржевским, который в 1870 году получил во владения землю в юрте станицы Анастасиевской и поставил курень. Хорошее расположение (на проезжем тракте из Екатеринодара в Темрюк) обусловило быстрое развитие и рост населения.
В 1960—1980-е годы с образованием рисоводческого совхоза «Ордынский» наступает настоящий расцвет Коржевского. Благодаря привлекательным условиям в это время едут сюда на постоянное место жительство люди различных специальностей со всей страны. Они получают здесь бесплатное жилье и хорошую работу на рисовой системе.

## Население
| 2002 | 2010  | 2021  |
| ---- | ----- | ----- |
| 3877 | ↘3683 | ↘3583 |